# Atahualpa

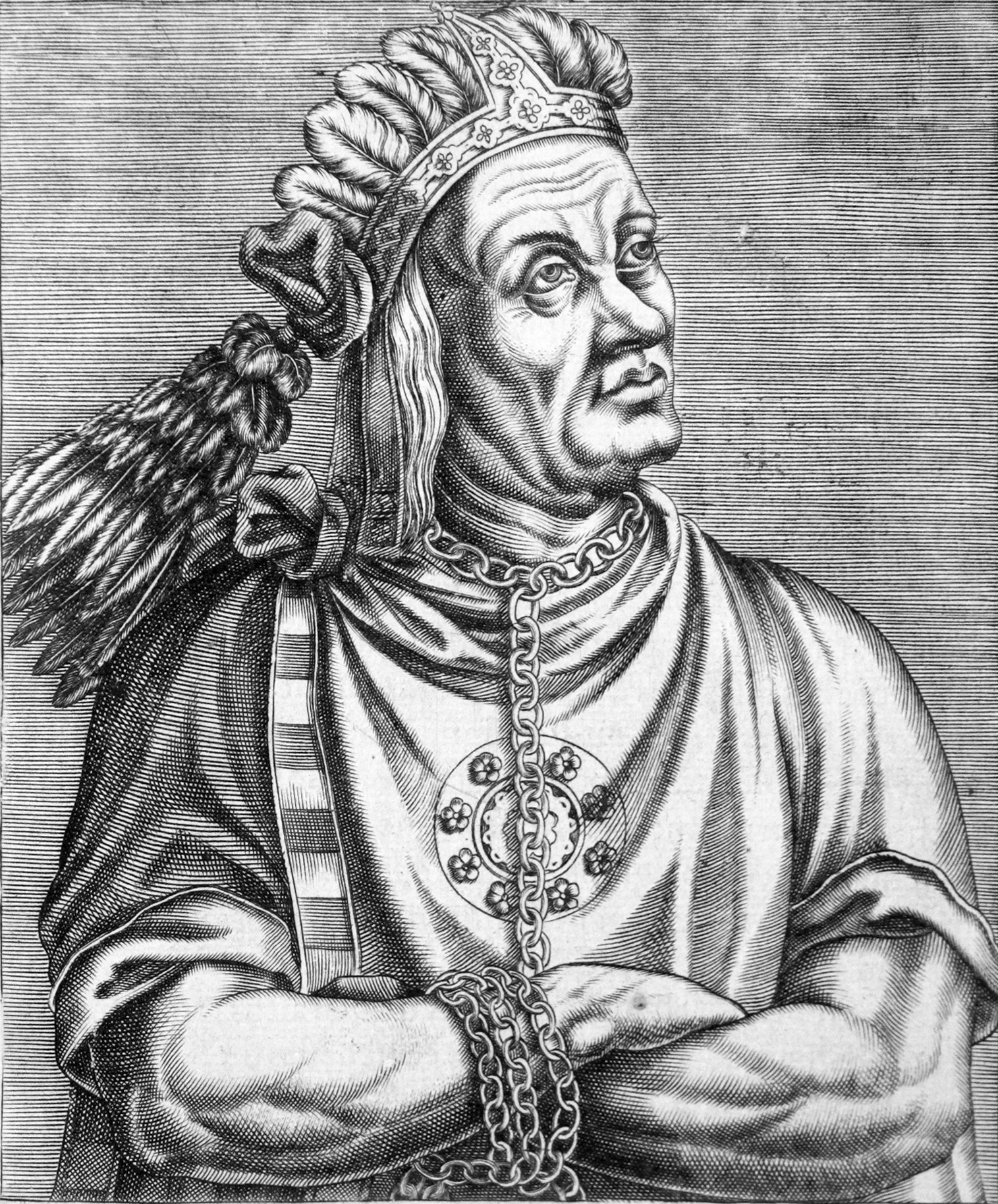
Atahualpa. Illustration från 1584 av André Thévet.

Atahualpa (Atahuallpa), född cirka 1502, död 26 juli 1533 i Cajamarca (i nuvarande Peru), var den trettonde och sista härskaren av Inkariket (Tahuantinsuyu). Han besegrade sin äldre halvbror Huáscar i ett inbördeskrig om kontrollen över den södra hälften av riket men blev senare förrådd och tillfångatogs den 16 november 1532 av den spanske conquistadoren Francisco Pizarro som begärde lösen bestående av ett rum fullt av guld och ett rum två gånger fyllt med silver. Efter att denna hade betalats lät Pizarro dock avrätta Atahualpa efter en skenrättegång, där han bland annat anklagades för mord på sin halvbror Huáscar.

## Tiden före spanjorerna

### Atahualpas barndom
Inkan Huayna Capac hade ett stort antal frillor och efterlämnade många efterkommande. Närmast arvinge var hans son Huáscar med sin lagvigda hustru, hans syster. Närmaste arvinge därefter var Ninan Cuyochi, som var inkans son med en kusin. Men den son han tyckte mest om var Atahualpa, hans son med den siste scyrin i Quito.
Atahualpa följde sin far på fälttågen och blev mycket tillgiven honom. Huayna Capac beslöt sig för frångå traditionen och bestämde att riket vid hans död skulle delas mellan de två (halv)bröderna Atahualpa och Huascar. Atahualpa skulle få ärva Quito, eftersom hans förfäder kom därifrån.

### Landet delas och styrs av bröderna
När fadern Inca Huayna Capac dör delas landet mellan de två bröderna. Under nästan fem år regeras de två länderna utan problem. Huascar var fyra eller fem år äldre än sin bror, till sättet var han generös och bekymmerslös.
Motsättningarna mellan bröderna växer. Atahualpa försökte utvidga sitt rike och var noga med att inte inkräkta på sin brors land. Till sist ledde det händelserna till viss oro i Cuzco och Huascar skickade ett sändebud till Atahualpa med begäran om att han skulle svära trohetsed. Men det ville inte Atahualpa göra och det tornade därför upp sig till strid.

### Atahualpa marscherar till Cajamarca
Atahualpa hade hjälp av två erfarna officerare, Quizquiz och Chalicuchima. Han besegrade sin halvbror Huascar vid en strid som ägde rum i Chimborazo. Atahualpa tågade sedan till Tomebamba. Staden tillhörde Cañariindianerna. De hade ställt sig på Huascars sida i stridigheterna och Atahualpa bestraffade befolkningen hårt.
Atahualpa stannade i Cajamarca och skickade sina två generaler mot Cuzco. Den avgörande striden mellan arméerna ägde rum på Quipaypaslätten (Quipaipan) i april 1532 (Källa: Bra Böckers Lexikon, band 11, sida 320, årgång -mars 1986).

## Spanjorerna kommer till Cajamarca
Pizarro hade landstigit i Tumbes och begav sig nu ner söderut. På vägen vid floden Chira grundades den första spanska staden vilken fick namnet San Miguel de Piura.
Pizarro fick nu höra om stridigheterna mellan bröderna och att Atahualpa hade tagit Huascar tillfånga. Han fick också veta att Atahualpa befann sig i Cajamarca. I slutet av september 1532 gav sig Pizarro av söderut mot Cajamarca i spetsen för 180 spanjorer varav 60 till häst. Han gick längs kusten och över ökenområdena längs inkavägarna och vid Saña gav sig spanjorerna in i landet och upp i Anderna. Efter en besvärlig marsch över Andernas höjder på mer än 3000 m höjd kom man till Cajamarca den 15 november 1532. Samma dag skickades Hernando de Soto med tjugo ryttare till Atahualpa som befann sig vid några termiska bad i närheten för att bjuda in honom att besöka spanjorerna.
På eftermiddagen den 16 november tågade Atahualpa in i staden med sitt kungliga följe och en stor del av sin här. Han såg dock ingen spanjor. Den förste som dök upp var Fader Vicente Valverde, som meddelande sig genom tolk (Felipillo). Valverde meddelade spanjorernas begäran (el "Requerimiento"), att Atahualpa och hans folk skulle ställa sig under beskydd av den spanske kungen samt övergå till kristendomen och att om han vägrade skulle han betraktas som fiende till den katolska kyrkan och Spanien.
Enligt spansk lag skulle inkans vägran ge dem rätt att förklara krig emot indianerna.
Inkan lät sig inte övertygas och frågade Valverde med vilken rätt han ställde dessa krav. Valverde räckte då över en bibel till Atahualpa. Inkan bläddrade en stund i den och kastade den sedan ifrån sig och utropade att han ville ha en redogörelse för vad spanjorerna hade gjort i hans land och att han ville ha gottgörelse för de oförrätter som hade begåtts. (Emellertid så är det svårt att tänka sig att han inte skulle ha "tappat" bibeln då skriftspråk var okänt för inkafolket.)

### Atahualpa tillfångatas
Valverde blev upprörd över att inkan hade kastat bibeln till marken och sprang bort till Pizarro och uppmanade honom att göra något och sade också att Pizarro hade hans välsignelse. Pizarro svängde då en vit halsduk. Detta var det givna tecknet och spanjorerna störtade fram för att ta inkan tillfånga. Indianerna skyddade inkan med sina kroppar men hade inget skydd emot spanjorernas svärd och lansar. Tumultet blev stort och inkans bärstol höll på att välta. Pizarro ingrep då och lyckades få tag i inkan och hotade att döda den som rörde inkan. Tusentals indianer dog. På spanjorernas sida var Pizarro den enda som skadades, när han skulle rädda inkan. (Se slaget vid Cajamarca).

### Atahualpa lovar ge guld för sin frihet
För att bli fri lovade Atahualpa att täcka golvet i lösenrummet där de stod med guld. Då han inte fick något svar på detta lovade han att fylla rum med guld så högt upp han kunde nå. Pizarro tackade ja till Atahualpas erbjudande och drog en röd linje på väggen på den höjd som inkan hade visat. Rummet var omkring 17 fot brett och 22 fot långt och den röda linjen satt nio fot från golvet.
Guldet skulle inte smältas till tackor utan levereras som det var. Inkan lovade också att fylla ett mindre rum med silver, två gånger. Allt skulle ske på två månader.
Lösesumman uppgick i den tidens mått till 1.326.539 pesos de oro och 51.610 mark silver.

### Atahualpa ger order om att döda Huascar
Huascar fick höra om att Atahualpa hade tagits tillfånga och försökte på alla sätt att bli fri. Han skickade (eller avsåg att) skicka ett meddelande till Pizarro om att han skulle betala en mycket större lösen än Atahualpa. Detta kom till Atahualpas kännedom och när Pizarro meddelade att han tänkte låta hämta Huascar för att själv undersöka tvisten, beslöt Atahualpa att låta döda halvbrodern. Hans order verkställdes omedelbart och Huascar dödades i Pallasca (tidigare kallat Adamarca) och hans kropp kastades i floden.

### Lösen betalas men inkan släpps inte fri
I takt med att lösesumman kom in blev spanjorerna allt mer oroliga för att indianerna skulle anfalla. Spanjorerna kom överens om att börja nedsmältning och delning av skatten innan den till fullo var betald. Spanjorerna blev också otåliga för att skatten kom in så långsamt och ville ut i landet för att få tag på mer guld innan det hann gömmas undan. Diego de Almagro och hans män tryckte på och ville göra sig av med inkan. Hernando de Soto som hade blivit inkans vän under fångenskapen, var emot tanken på sådana åtgärder. Det kom också rykten om uppror i landet och att motstånd höll på att organiseras.

### Anklagelserna mot Atahualpa
Pizarro gav till sist med sig och ordnade en skenrättegång. De tolv anklagelsepunkterna mot inka var uppställda som frågor. Bland annat anklagades inkan för att ha tagit kronan med våld. Han hade mördat sin bror Huascar, han hade skingrat de offentliga inkomsterna sedan spanjorerna hade erövrat landet och förslösat dem på sin släkt, han var skyldig till avgudadyrkan och månggifte och han hade uppmanat till revolt emot spanjorerna.
De många anklagelsepunkterna rörde till största delen saker som spanjorerna inte hade någon jurisdiktion över och var absurda.

### Atahualpa avrättas

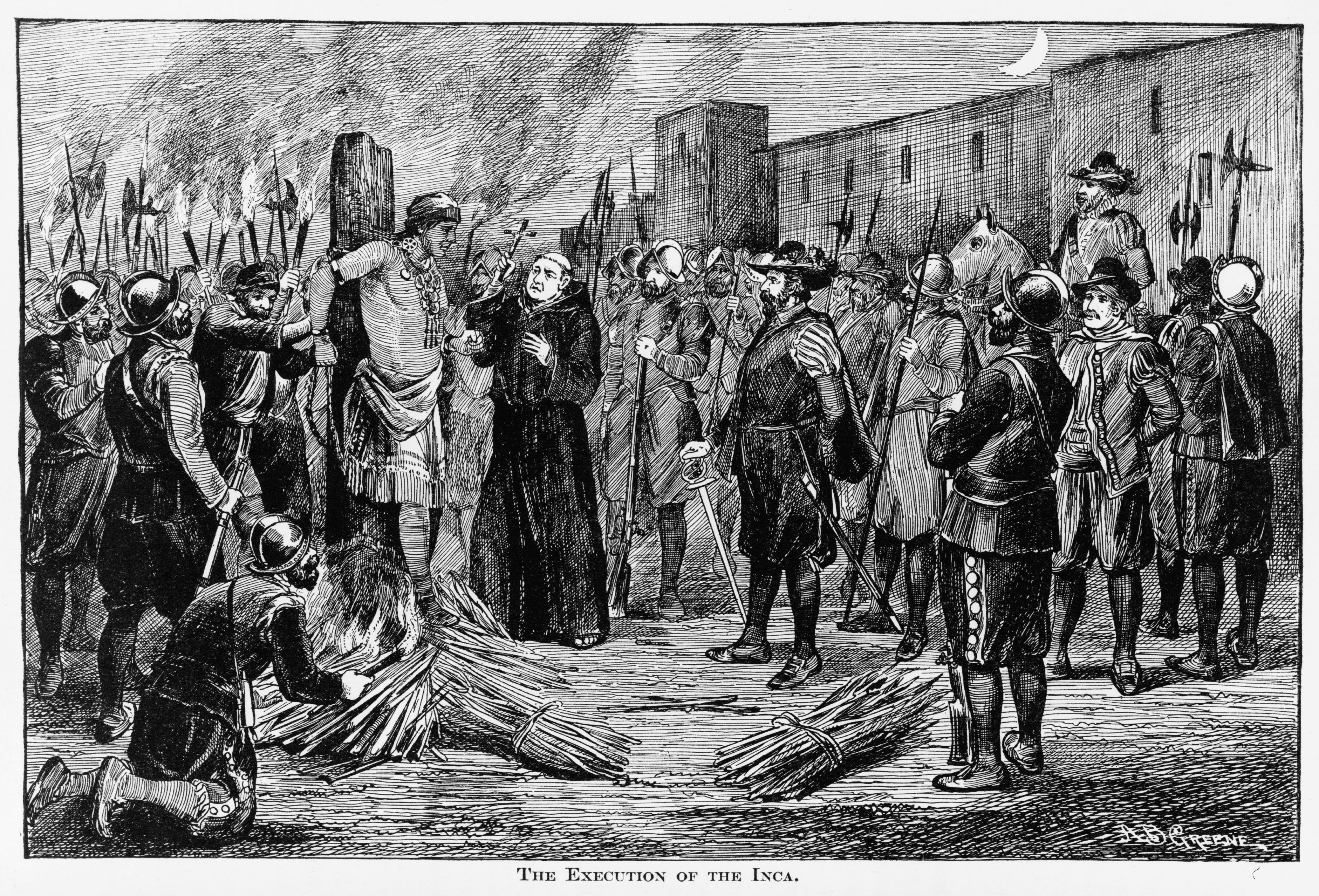
Atahualpa avrättas. Illustration från 1800-talet.

Vittnesförhör, dom och avrättning ägde rum med skyndsamhet på en och samma dag, den 29 augusti 1533, förmodligen för att hinnas med innan Hernando de Soto hann komma tillbaka från sitt rekognoseringsuppdrag till Guamachucho. Inkan dömdes till att brännas på bål. Fader Vicente Valverde hade tidigare förklarat den kristna läran och Atahualpa hade visat stor skarpsinnighet i att uppfatta den nya läran, men han hade inte blivit övertygad och ville heller inte avsvärja sig sina fäders tro. Nu när han stod bunden vid bålet övertygades han av prästen att låta sig döpas till den kristna tron. Han kunde då dömas till att strypas i stället genom garottering. (Atahualpa döptes för övrigt till Juan de Atahualpa.) Avrättningen av Atahualpa kan utan tvekan betecknas som ett politiskt mord.
Efter avrättningen kom det till ett öppet gräl mellan ledarna om vem som var ansvarig för dådet. Hela händelsen är ett av de mörkaste kapitlen i den spanska kolonialhistorien och lämnade en outplånlig fläck på det spanska vapnet i Nya världen.

## Huruvida Atahualpa kan räknas som Inka
Atahualpa var inte krönt till inka, han hade inte fått på sig mascapaichan, en röd borla av fint tyg prydd med guldfransar, som var inkans heliga tecken på hans makt.
Den ende som hade rätt att ge mascapaichan till inkan var översteprästen Willac Umo. Atahualpa som inte var krönt på detta sätt brukar inte tas med på listan över krönta inka, den regentlängd som kallas "Capaccuna". Dessutom hade han gett order om att mörda sin bror Huascar.

## Utmärkelser
Asteroiden 4721 Atahualpa är uppkallad efter honom.